# El Jardín, Ocosingo
El Jardín är en ort i Mexiko.   Den ligger i kommunen Ocosingo och delstaten Chiapas, i den sydöstra delen av landet, 900 km öster om huvudstaden Mexico City. El Jardín ligger 854 meter över havet och antalet invånare är 715.
Terrängen runt El Jardín är kuperad. Runt El Jardín är det glesbefolkat, med 16 invånare per kvadratkilometer. Närmaste större samhälle är Taniperla, 16,4 km söder om El Jardín. I omgivningarna runt El Jardín växer i huvudsak städsegrön lövskog.